# Angelika Jakubowska
Angelika Jakubowska (ur. 30 kwietnia 1989 w Lubaniu) – polska modelka, Miss Polonia 2008.

## Życiorys
Absolwentka Liceum Ogólnokształcącego w Lubaniu. Została wybrana Miss Polonia 2008 i I Wicemiss Dolnego Śląska 2008. W 2009 reprezentowała Polskę na konkursie Miss Universe na Bahamach oraz Miss International w Chinach. W 2010 pojawiła się na okładce polskiej edycji „Playboya”.